# Lumbàlgia
El dolor lumbar o lumbàlgia és un trastorn musculoesquelètic comú que afecta el 80% de les persones en algun moment de les seves vides. S'anomena lumbago a la lumbàlgia aguda (sense irradiació).
Als Estats Units és la causa més comuna de discapacitat relacionada amb el treball, un dels principals contribuents de treball perdut, i la segona malaltia neurològica més freqüent - només el mal de cap és més comuna. A Espanya, el 2000, era la primera causa d'incapacitat laboral en la població activa menor de 45 anys i ocasionava una mitjana de 22 dies de baixa per procés
Pot ser aguda, subaguda o crònica en durada. Amb mesures conservadores, els símptomes de la lumbàlgia aguda en general mostren una millora significativa en unes poques setmanes des de l'inici.

## Classificació
El dolor lumbar pot ser classificat per la durada dels símptomes com aguda (menys de 4 setmanes), subaguda (4-12 setmanes), crònica (més de 12 setmanes)

## Causes
La majoria dels dolors d'esquena es deuen a problemes musculoesquelètics benignes, i es denominen no específics de lumbàlgia, aquest tipus pot ser degut als músculs o als teixits tous que han tingut un esquinç o una tensió, sobretot en els casos en què el dolor apareix sobtadament al carregar un pes, amb dolor lateral a la columna vertebral. Més del 99% dels casos el dolor d'esquena entren en aquesta categoria. El diagnòstic diferencial complet inclou moltes altres malalties menys comunes.
- Mecàniques:
  - Artrosi interapofisària
  - Hiperostosi vertebral anquilosant
  - Degeneració de disc intervertebral
  - Malaltia de Scheuermann
  - Hèrnia discal
  - Estenosi del canal lumbar
  - Espondilolistesi i altres anomalies congènites
  - Fractures
  - Dismetria (diferència de longitud) de les extremitats inferiors
  - Mobilitat limitada de maluc
  - Pelvis mal alineada - obliqüitat pelviana, anteversió o retroversió
  - Anormalitat del peu, en pronació

- Inflamatòries:
  - Espondiloartritis seronegatives (per exemple, l'espondilitis anquilosant)
  - Artritis reumatoide
  - Infecció (per exemple, abscés epidural, osteomielitis)

- Neoplàstiques:
  - Tumor ossi (primari o metastàtic)
  - Tumor espinal

- Metabòliques:
  - Fractura osteoporòtica
  - Osteomalàcia
  - Ocronosi
  - Condrocalcinosi

- Psicosomàtiques
  - Síndrome de miositis tensional

- Malaltia de Paget

- Dolor referit:
  - Malaltia pelviana/abdominal (per exemple, dismenorrea)
  - Càncer de pròstata

- Depressió[7]
- Manca d'oxigen

## Símptomes
Segons la causa, es pot experimentar debilitat a les cames o als peus, formigueig, sensació de cremor o dolor lleu o tan intens que la persona afectada sigui incapaç de moure's. Si es tracta de ciàtica, els símptomes també inclouen dolor a la cama, al maluc o a la planta del peu.

## Diagnòstic
El metge o la metgessa pot determinar la causa del dolor d'esquena a partir de preguntes sobre els hàbits de la persona afectada i d'un examen físic, en què intentarà ubicar amb precisió el dolor i entendre com afecta el moviment. La majoria de les persones amb dolor d'esquena es recuperen al cap de quatre o cinc setmanes. Per tant, el metge o la metgessa probablement no sol·liciti cap examen durant la primera visita. Si es presenten els símptomes o circumstàncies que apareixen a continuació, el metge pot sol·licitar altres proves com ara radiografies, ressonàncies magnètiques o tomografies computades de la regió lumbar per descartar que es tracti d'una malaltia subjacent potencialment greu.

## Prevenció
Per prevenir la lumbàlgia cal fer les postures adequades per disminuir els esforços, les que es recomanen per alleujar el dolor serveixen com a prevenció. Perdre pes, en cas d'obesitat, també ajuda a evitar-la, així com mantenir una bona condició física general i local, en la zona de la de la musculatura abdominal i de l'esquena. També existeixen una sèrie d'exercicis senzills que mantenen i enforteixen la musculatura de l'esquena, els abdominals i els glutis. El personal sanitari pot ajudar a facilitar la correcta realització d'aquests exercicis.